# 林家聖
林家聖（1980年7月12日 - ）は、中華民国台南市出身の元チャイニーズタイペイ代表サッカー選手。